# شهرک‌نفت (اهواز)
شهرک‌نفت یکی از محله‌های شهر اهواز است. این شهرک محل سکونت کارکنان شرکت ملی مناطق نفتخیز جنوب می‌باشد و در محدوده‌ای از شهر قرار دارد که تعدادی از شهرک‌های سازمانی شرکت‌های ملی نفت، حفاری و پخش نفت در آن گرد آمده‌اند.  
اگرچه ساخت محله‌ی شهرک‌نفت از اوایل دهه ۱۳۶۰ آغاز شد و بخش‌هایی از آن تا دهه ۱۳۷۰ تکمیل گردید؛ اما طراحی اولیه آن، به پیش از انقلاب و اواسط دهه ۱۳۵۰ بازمی‌گردد. این محله در جنوب فرودگاه بین‌المللی اهواز واقع شده‌است.

## ویژگی‌ها
- با طراحی ویژه، یکی از بهترین نمونه‌های شهرک مسکونی در ایران به‌شمار می‌رود.[۲]
- دارای چندین بازارچه، دو مسجد، دو حسینیه و یک مجتمع تفریحی، فرهنگی و ورزشی کامل و چندین پارک می‌باشد.[۲]
- از ۶ فاز تشکیل شده و اسامی خیابان‌های آن بر اساس ماه‌های سال خورشیدی انتخاب شده‌است.[۲]

## خانه‌ها
خانه‌ها بر اساس پست و مقام و امتیازهای شغلی کارکنان به سه نوع تقسیم می‌شوند:
- آپارتمان‌های دو خوابه (G type)
- خانه‌های ویلایی سه خوابه (C type)
- خانه‌های ویلایی چهار خوابه (B type)

## مدارس
شهرک‌نفت دارای چندین مدرسه است:
- پسرانه و دخترانه شهدای صنعت نفت
- عصمت
- معصومیه
- فضیلت
- رهنما
- بی‌بی مریم بختیاری
- شهریار

## خدمات و امکانات
- مرکز آتش‌نشانی
- بیمارستان نفت  (بزرگ‌ترین بیمارستان استان خوزستان  )

## پروژه‌های نیمه‌تمام
درون شهرک می‌توان پروژه‌های نیمه‌تمام را مشاهده کرد که به دلایل نامعلوم رها شده‌اند، از جمله:
- چندین پل عابر پیاده بتنی
- جاده نیمه‌کاره
- پارک نیمه‌تمام که انتهای آن به اتوبوسرانی روی پارک شهدای گمنام (سلامت) و ابتدایش به خیابان دی متصل می‌شود

## پارک‌ها
در بهمن ۱۳۹۹، پارک نشاط و ورزش در فضای ۴ هکتاری انتهای مجموعه فرهنگی و ورزشی شهرک‌نفت برای استفاده کارکنان و خانواده‌ها ایجاد شد و سرانه فضای ورزشی شرکت حدود ۱۰٪ افزایش یافت.

## آب و هوا
دمای هوا در این شهرک معمولاً ۱ تا ۳ درجه از سایر مناطق اهواز کمتر است.

## دسترسی
شهرک‌نفت دارای سه دروازه یا گیت ورودی و خروجی است:
1. دروازه شماره ۱ به اتوبان چهارشیر
2. دروازه شماره ۲ به سه راه فرودگاه
3. دروازه شماره ۳ به منطقه مسکونی کوی نفت، که پس از ساعت ۱۲ فقط با داشتن کارت تردد امکان عبور دارد